# Cytidia pezizoides
Cytidia pezizoides är en svampart som först beskrevs av Narcisse Theophile Patouillard, och fick sitt nu gällande namn av Narcisse Theophile Patouillard 1900. Cytidia pezizoides ingår i släktet Cytidia och familjen Corticiaceae.   Inga underarter finns listade i Catalogue of Life.